# ترتيب المدارك وتقريب المسالك لمعرفة أعلام مذهب مالك
هو كتاب من عدة أجزاء للقاضي عياض ويعتبر أكبر موسوعة تتناول ترجمة رجال المذهب المالكي ورواة «الموطأ» وعلمائه.

## منهجه
استهل القاضي عياض هذا الكتاب ببيان فضل علم أهل المدينة المنورة، ودافع عن نظرية المالكية في الأخذ بعمل أهل المدينة، باعتباره عندهم من أصول التشريع، وحاول ترجيح مذهبه على سائر المذاهب، ثم شرع في الترجمة للإمام مالك بن أنس وأصحابه وتلاميذه، وهو يعتمد في كتابه على نظام الطبقات دون اعتبار للترتيب الألفبائي؛ حيث أورد بعد ترجمة الإمام مالك ترجمة أصحابه، ثم أتباعهم طبقة طبقة حتى وصل إلى شيوخه الذين عاصرهم وتلقى على أيديهم.
والتزم في طبقاته التوزيع الجغرافي لمن يترجم لهم، وخصص لكل بلد عنوانًا يدرج تحته علماءه من المالكية؛ فخصص للمدينة ومصر والشام والعراق عناوين خاصة بها، وإن كان ملتزما بنظام الطبقات.

## من طبعاته
1. طبعة دار الكتب العلمية (مجلدان) سنة الطباعة 1998م
2. طبعة وزارة الأوقاف بالمغرب (ثمان مجلدات) - كما في كتاب (( المدرسة البغدادية للمذهب المالكي )) لمحمد علمي.